# Francesco Beltramini
Francesco Beltramini (Colle di Val d'Elsa, 1522 – Terracina, 1575) è stato un vescovo cattolico italiano.

## Biografia
Nacque a Colle di Val d'Elsa nel 1522. Dopo la laurea in utroque iure, prese gli ordini minori e si recò in Francia, al servizio del cardinale Lorenzo Strozzi. Nel 1562 divenne cameriere pontificio di papa Pio IV, in seguito divenne referendario delle Due Segnature.
Il 21 gennaio 1564 lo stesso papa lo nominò vescovo di Terracina, Priverno e Sezze, ricevendo la consacrazione episcopale nella Cappella Sistina il 29 luglio 1565 dalle mani del cardinale Jean Suau. Tra i co-consacranti è annoverato il vescovo Ascanio Albertini, vescovo di 
Avellino e Frigento.
Nell'ottobre seguente lo stesso papa lo nominò nunzio apostolico a Francia, in un periodo di tensioni tra la corte pontificia e quella francese, dovuti alle resistenze di quest'ultima all'introduzione delle riforme conciliari. alla morte di Pio IV, il successore Pio V decise di non confermarlo nell'incarico, e il 25 marzo 1566 lo sostituì con Michele della Torre.
Al termine di quest'incarico, si ritirò nella sua diocesi, dove stette fino alla morte, salvo alcune brevi interruzioni. Nel 1572 divenne governatore di Campagna, nel basso Lazio.
Morì nel 1575 a Terracina e fu sepolto nella cattedrale locale.

## Genealogia episcopale
La genealogia episcopale è:
- Cardinale Jean Suau
- Vescovo Francesco Beltramini